# Canal Ocho Televisión
Canal Ocho Televisión fue una cadena local de la isla de Tenerife (Canarias, España) que emitía también para la isla de La Palma desde 2003. Pudo ser vista en la capital de la isla de La Gomera (San Sebastián) y tuvo en proyecto emitir para la isla de El Hierro, para convertirse así en televisión provincial. 
Su programación se basó en programas de debate sobre la actualidad sociopolítica tinerfeña en particular y canaria en general. En La Palma emitió informativos isleños y redifundió los programas producidos en Tenerife. 
Completaba su programación en Tenerife con la emisión de enlaces por satélite de canales de la televisión venezolana, orientados a que la comunidad venezolana residente en las islas, estuvieran informados de la actualidad sociopolítica de Venezuela. En La Palma conectaba con Euronews. 
Desde que se produjo el apagón analógico Canal Ocho Televisión emitía en digital terrestre para la Isla de La Palma; Isla del Hierro; Isla de La Gomera y para la demarcación Sur de la Isla de Tenerife. Esto ha originado una gran polémica porque desde el canal consideraban que su programación era mejor que otras emisoras a las que se les había dado licencias insulares en Tenerife. Debido a esta y varias denuncias, el Tribunal Superior de Justicia de Canarias mantiene suspendido el concurso de la TDT insular de Tenerife y el de la demarcación de Santa Cruz de Tenerife.
En la actualidad, la licencia gracias a la cual Canal 8 Tenerife emite, quedó en el aire tras su anulación por parte del Tribunal Superior de Justicia de Canarias y el anuncio de la convocatoria de un nuevo concurso

Se considera sucesor de este canal de TV a Canal 4 Tenerife y Canal 4 Tenerife Radio (Cabildo Insular de Tenerife).
Se considera sucesor de este canal de TV a Canal 11 La Palma y Canal 11 La Palma Radio (Cabildo Insular de La Palma).